# Tren a las Nubes

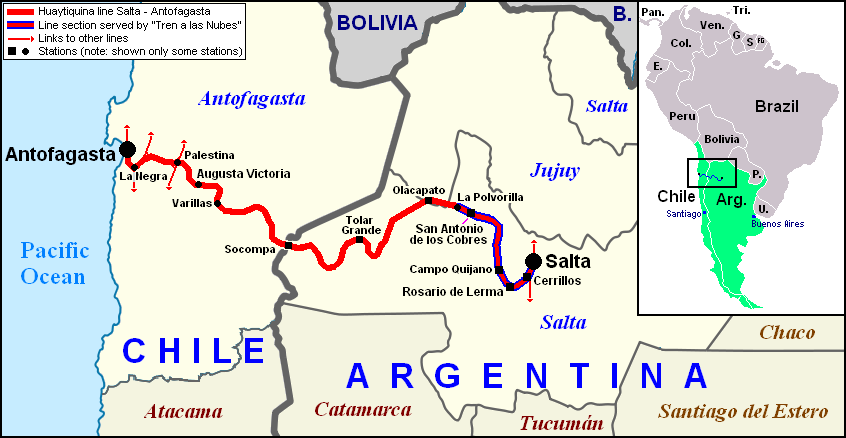
Routekaart

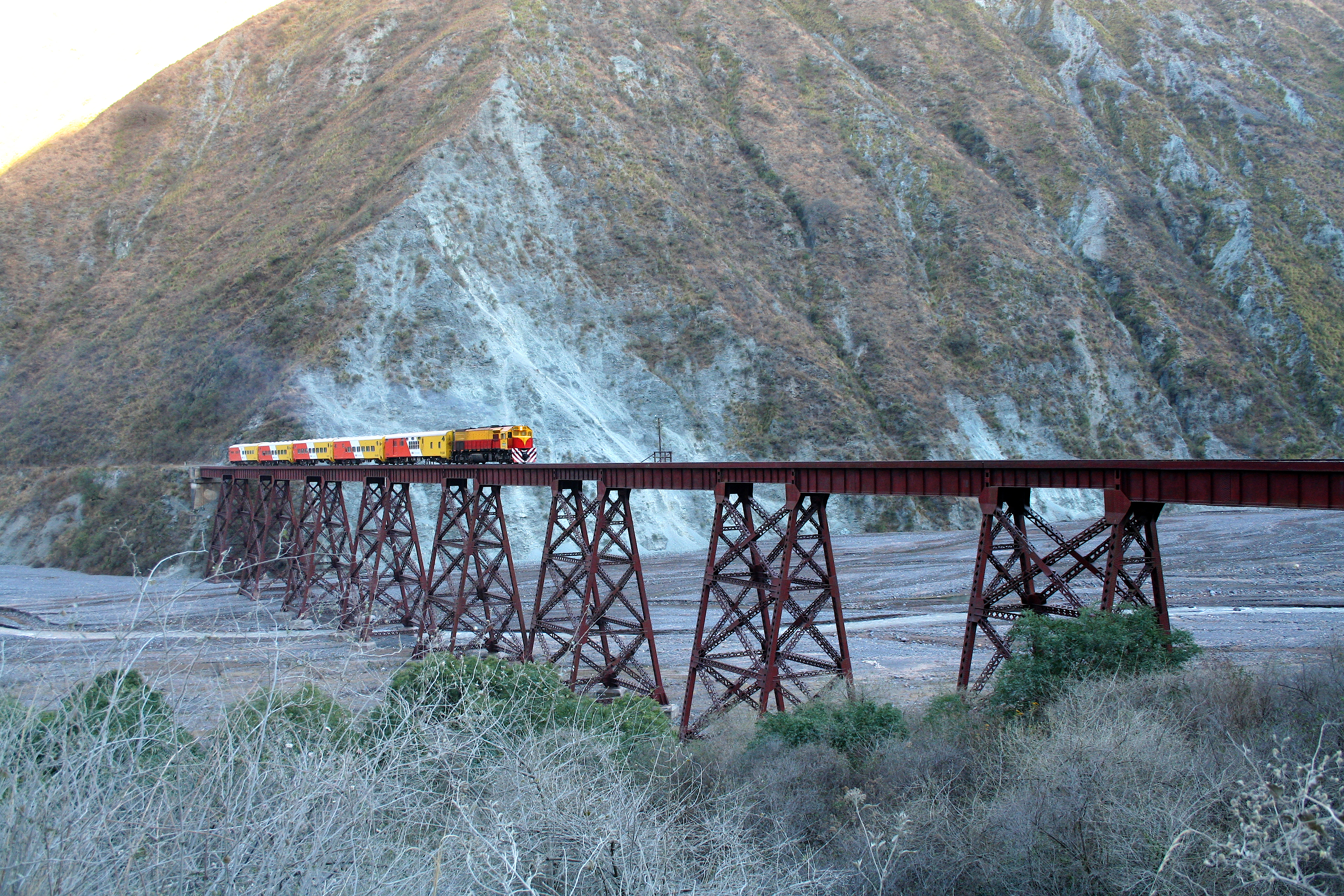
Trein, in oude kleuren, over een brug

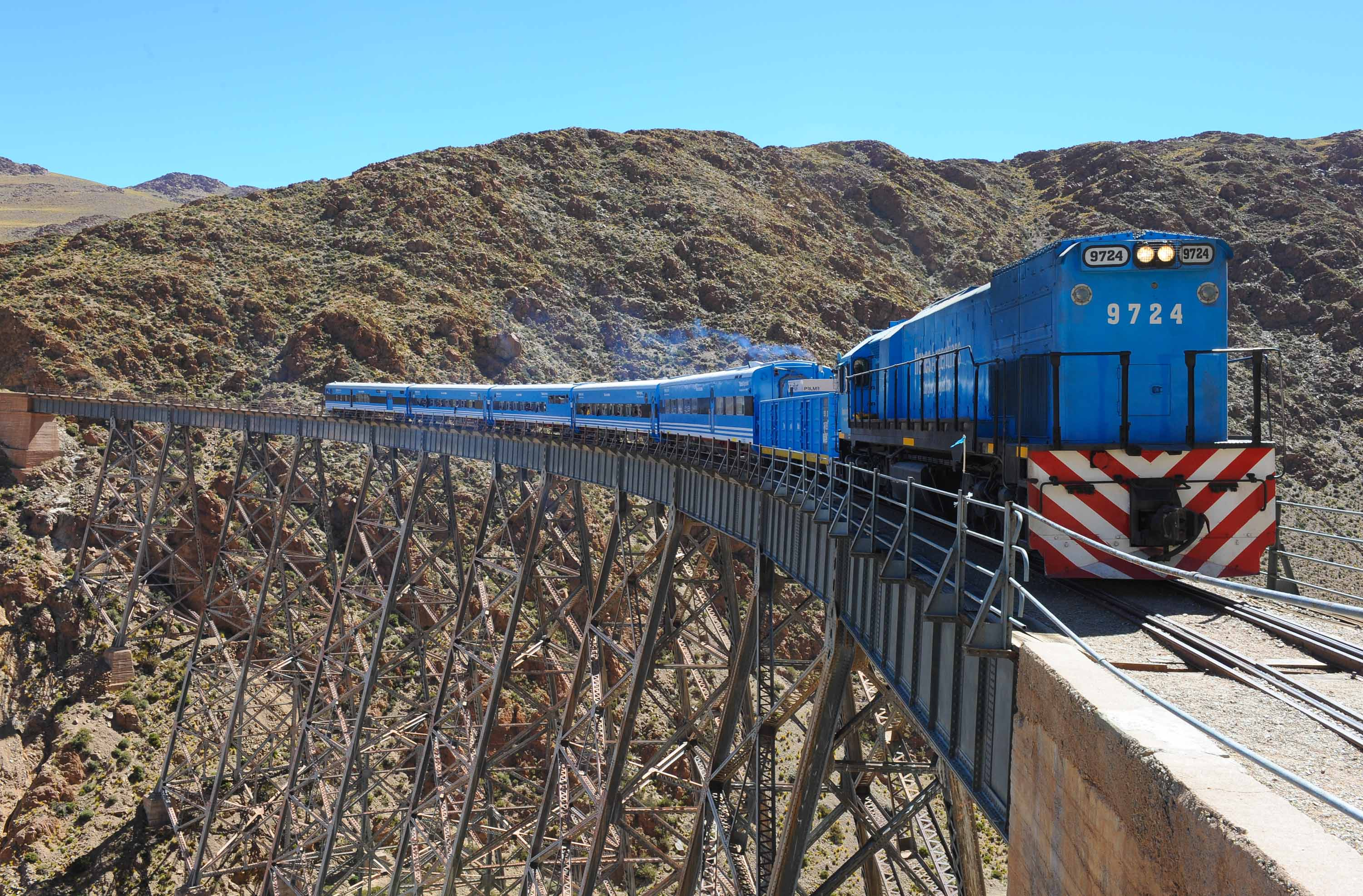
Trein op de La Polvorillabrug

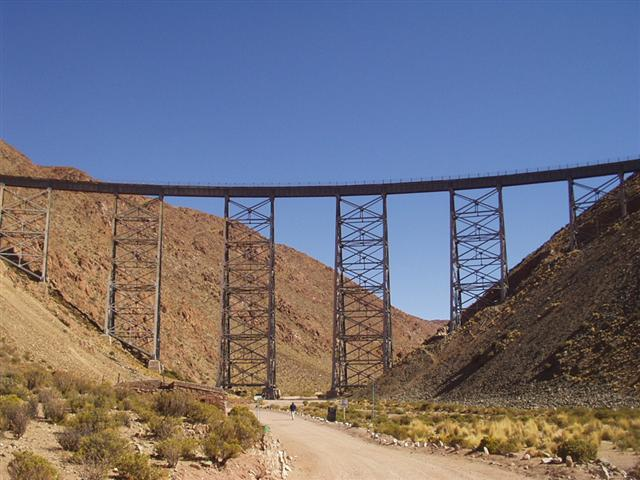
La Polvorillabrug

De Tren a las Nubes (Nederlands: Trein naar de wolken) is een toeristische treinroute in de Argentijnse provincie Salta. De spoorweg werd in 1948 aangelegd en verbindt het land met Antofagasta in Chili. Door de route over de Andes bereikt de trein een hoogte van 4.220 meter boven de zeespiegel en is daarmee de op vijf na hoogste spoorlijn ter wereld. De treinreis is een toeristische attractie.
In 1889 werd een eerste studie gedaan naar de mogelijkheid van een treinverbinding tussen Salta en de Chileense kust. In 1916 was de route vastgesteld door de Amerikaanse ingenieur Richard Maury. Vijf jaar later, in 1921, begonnen de werkzaamheden aan de Salta-Antofagasta spoorlijn. Het hele traject heeft een lengte van 971 kilometer. De La Polvorillabrug, het hoogste punt, werd in 1932 opgeleverd, maar het duurde tot 1948 voordat al het werk gereed was en de treindienst kon starten. De spoorlijn wordt voornamelijk gebruikt voor het vrachtvervoer en alleen het oostelijke deel van de lijn wordt gebruikt voor de toeristische trein.
Het toeristische traject heeft een lengte van 217 kilometer en loopt van Salta naar de La Polvorillabrug. Op de reis worden 29 bruggen, 21 tunnels, 13 viaducten, 2 spiralen en 2 zigzags gepasseerd. Iedere zaterdag vertrekt de trein van station General Belgrano in Salta, op een hoogte van 1187 meter, en een enkele reis duurt negen uur. De trein vertrekt om 07:05 uur en komt om 16.00 uur aan in het station van San Antonio de los Cobres. De terugkeer naar Salta wordt per bus uitgevoerd.
De treindienst werd rond 1970 gestart. In 1991 werden de spoorwegen in het land geprivatiseerd. De regering van president Carlos Menem gaf de spoorlijn en de concessie aan een private maatschappij. Na problemen in 2005 werd de concessie aan Ecotren overgedaan. Nadat delen van het spoor werden verbeterd reden de treinen weer vanaf 6 augustus 2008. In 2014 ontspoorde een trein en de licentie werd Ecotren ontnomen. De dienst werd genationaliseerd en de provincie nam het beheer over. Er kwamen nieuwe dieselocomotieven en de wagons werden verbeterd.